# Pawel Sergejewitsch Charitonow
Pawel Sergejewitsch Charitonow (russisch Павел Сергеевич Харитонов, wiss. Transliteration Pavel Sergeevič Charitonov (* 25. Juli 1989 in Moskau)) ist ein ehemaliger russischer Snowboarder. Er startete in den Freestyledisziplinen.

## Werdegang
Charitonow nahm von 2004 bis 2015 an Wettbewerben der World Snowboard Tour und der FIS teil. Dabei startete er im Februar 2008 in Moskau erstmals im Snowboard-Weltcup und errang den 33. Platz im Big Air. In der Saison 2010/11 erreichte er in Les Deux Alpes mit dem zweiten Platz seine einzige Podestplatzierung im Weltcup und in Arosa mit dem 13. Platz seine beste Platzierung im Weltcup. Bei der Winter-Universiade 2011 in Erzurum wurde er Sechster in der Halfpipe. In der folgenden Saison errang er mit dem 32. Platz im Halfpipe-Weltcup sein bestes Gesamtergebnis. In der Saison 2013/14 belegte er bei seiner einzigen Olympiateilnahme im Februar 2014 in Sotschi den 30. Platz in der Halfpipe und absolvierte im Stoneham seinen 14. und damit letzten Weltcup, wobei er mit dem 13. Platz in der Halfpipe seine beste Weltcupplatzierung wiederholte.

## Weltcup-Gesamtplatzierungen
| Saison  | Gesamt/Freestyle | Gesamt/Freestyle | Halfpipe | Halfpipe |
| Saison  | Punkte           | Platz            | Punkte   | Platz    |
| ------- | ---------------- | ---------------- | -------- | -------- |
| 2007/08 | 24               | 310.             | -        | -        |
| 2010/11 | 300              | 86.              | 300      | 45.      |
| 2011/12 | 320              | 62.              | 320      | 32.      |
| 2012/13 | 142              | 97.              | 142      | 49.      |
| 2013/14 | 280              | 68.              | 280      | 34.      |